# 平沢大河
平沢 大河（ひらさわ たいが、1997年12月24日 - ）は、宮城県多賀城市出身のプロ野球選手（外野手、内野手）。右投左打。埼玉西武ライオンズ所属。

## 経歴

### プロ入り前
多賀城市立城南小学校時代から軟式野球を始めると、地元球団の東北楽天ゴールデンイーグルスが運営する「楽天イーグルスベースボールスクール」に所属していた。
仙台育英学園高等学校への進学後は、1年時の春から公式戦に出場。1年時の秋から、遊撃手のレギュラーに定着した。2年時の秋に出場した明治神宮野球大会・高校の部では、浦和学院高等学校との決勝戦で2点本塁打を放ち、チームの優勝と翌春の第87回選抜高等学校野球大会への出場権確定に貢献した。選抜大会では、通算打率.222（9打数2安打）を記録したが、2回戦で平沼翔太擁する敦賀気比高校に敗れた。3年夏の第97回全国高等学校野球選手権大会では、通算で打率.240（25打数6安打）と3本塁打を記録したものの、小笠原慎之介、吉田凌、豊田寛を擁する東海大相模高校に決勝で敗れた。選手権大会終了後はU-18ワールドカップに日本代表として出場し、通算打率.258（31打数8安打）ながら遊撃手としてベストナインを受賞した。高校の同級生には佐藤世那と郡司裕也が、2学年下に西巻賢二がいる（西巻は楽天イーグルスベースボールスクールでも後輩に当たる）。
2015年10月22日に行われたドラフト会議では、千葉ロッテマリーンズと楽天から1位指名を受け、抽選の結果ロッテが交渉権を獲得。11月27日に契約金9000万円、年俸1200万円（金額は推定）で契約合意した。背番号は13で、アレックス・ロドリゲスが当時MLBのニューヨーク・ヤンキースで着用していた背番号にちなむ。

### ロッテ時代
2016年は、オープン戦に中盤まで出場したが、打率.083（12打数1安打7三振）と振るわず、公式戦の開幕を二軍で迎えた。イースタン・リーグ公式戦では、開幕から5月上旬までに31試合の出場で打率.294、4本塁打、22打点という好成績を記録。5月11日の対福岡ソフトバンクホークス戦（福岡ヤフオク!ドーム）では、8回裏から遊撃手として出場し、一軍公式戦へのデビューを果たした。5月12日の同カードでは6回表に代打で一軍公式戦の初打席も経験したが、この打席から23打席連続で安打を打てず、8月17日に地元の楽天Koboスタジアム宮城で催された対東北楽天ゴールデンイーグルス戦で、福山博之から24打席目にしてプロ初安打を記録した。最終的に、一軍公式戦全体では、23試合に出場。通算打率は.149（47打数7安打）にとどまった。
2017年は、公式戦の開幕を初めて一軍で迎えたが、28試合の出場で打率.211と結果を残せず、5月18日に出場選手登録を抹消された。その後一軍に復帰すると、9月16日の楽天戦（Koboパーク宮城）で、小野郁からプロ初本塁打を放った。この年は、一軍公式戦に50試合に出場したが、打率.176や9失策を記録するなど、攻守ともに確実性を欠いた。
2018年は、正遊撃手の座を新人の藤岡裕大と争った。共に公式戦の開幕を一軍で迎えたが、藤岡が遊撃手として先発起用されたため、開幕直後の試合では主に代打や代走として起用された。例年に比べ、打撃が好調なことと、角中勝也の故障などで一軍外野陣の層が内野陣に比べて薄くなっていたことから、4月21日の対埼玉西武ライオンズ戦（メットライフドーム）では「小学生時代以来」という外野守備に挑戦し、「6番・右翼手」として先発出場。先制の3点三塁打を含む3安打を記録した。以降の試合では、前年まで公式戦で就く機会のなかった一塁・中堅・左翼の守備も経験。「8番・右翼手」として先発出場した6月17日の対読売ジャイアンツ戦（ZOZOマリンスタジアム）では、同点で迎えた9回裏一死二・三塁の打席で、一軍公式戦初のサヨナラ安打を放った。最終的に、一軍公式戦には、通算で112試合に出場。本来のポジションである遊撃手としての起用が11試合にとどまったのに対して、87試合で外野、22試合で三塁、11試合で一塁の守備に就いた。また、打撃面では、プロ入り後自己最高の5本塁打と32打点を記録。シーズンを通じて一軍に定着したことや、打率（.213）の割に出塁率（.328）が高かったことを評価され、シーズン終了後には推定年俸2620万円（前年から倍増）という条件で契約を更改。この年は一軍公式戦の大半で外野を守ったが、翌シーズン以降は内野手として勝負する意向を示した。11月下旬からは1か月間にわたってオーストラリアン・ベースボールリーグのオークランド・トゥアタラへ派遣された。
2019年は、オープン戦で左足首を痛めた影響で、前年に続いて開幕一軍入りを果たしながら4月23日に出場選手登録を抹消された。5月22日に再び登録されると、25日の対ソフトバンク戦（ZOZOマリン）2回裏の第1打席で一軍公式戦でのシーズン初安打をソロ本塁打で記録した。6月中旬から藤岡に代わって再び一軍を離れたものの、藤岡が後に右大腿の二頭筋を痛めたことから、7月下旬に一軍へ復帰。8月7日に三木亮も離脱すると、翌8日には「9番・遊撃手」として先発出場。この試合から5試合連続安打や7打席連続出塁を記録するなど、8月は月間打率.278を記録し、先発に定着すると、同29日の対楽天戦（楽天生命パーク）では、6回表一死二・三塁で迎えた打席で「野球人生初」というスクイズを成功させた。しかし、藤岡が一軍に復帰した9月は6試合の出場に留まった。最終的に51試合に出場し、打率.198、1本塁打、8打点という成績に終わった。守備では、前年から一変して、2試合で外野、1試合で一塁を守った以外は、本職である遊撃の守備を任された。シーズンオフの11月19日に、推定年俸2300万円（前年から320万円減）という条件で契約を更改した。
2020年は、前年から抱えていた右肘痛の影響で出遅れ、春季キャンプ・開幕共に二軍で迎えた。イースタン・リーグでは56試合に出場したが、打率.142と結果を残せず、レギュラーシーズン終盤の10月15日には、右肘骨棘切除・遊離軟骨除去術を受けたことが発表された。この年は、プロ入り後初めて一軍出場なしに終わった。
2021年は、春季キャンプを二軍で迎えた。2月4日に右足首の炎症で一時別メニュー調整となったが、無事復帰しオープン戦で一軍に帯同。本塁打を1本放ったが、打率.214、3打点と成績が振るわず開幕を二軍で迎えた。2年連続で一軍出場なしに終わった。
2022年は、3月25日に行われた楽天との開幕戦（楽天生命パーク宮城）を3年ぶりに一軍で迎え、「9番・三塁手」で先発出場。4月3日の西武戦（ZOZOマリン）では2019年シーズンぶりの安打と打点を記録し、ヒーローインタビューを受けた。しかし、そのあとは継続的に結果を残すことができず、サードは安田尚憲、ショートは茶谷健太が好成績を残して先発に定着したことで、一軍での出場機会が少なくなった。この年は、イースタン・リーグの首位打者（打率.278）、最高出塁率（出塁率.397）のタイトルを獲得。
2023年は、4月8日に一軍に昇格すると同日の楽天戦（ZOZOマリン）で「9番・右翼手」として先発起用され、8回裏に西口直人から逆転2点本塁打を放った。しかし、そこから打率.164と結果を残せず6月10日に登録を抹消され、二軍調整を続けた後、7月22日に再び一軍に昇格した。8月3日の北海道日本ハムファイターズ戦（ZOZOマリン）では、「1番・右翼手」として起用されると、北山亘基から先頭打者本塁打を放ち、さらに6回にも本塁打を放ち、猛打賞の活躍を見せた。最終的に57試合の出場で打率.170、3本塁打、8打点の成績だった。
2024年は3年ぶりに一軍出場なしに終わった。

### 西武時代
2024年12月9日に行われた現役ドラフトで埼玉西武ライオンズに移籍した。同月12日に入団会見が執り行われ、背番号は39に決まった。

## 選手としての特徴
50m走6.2秒、遠投は110m。広角に打ち分ける技術も持ち合わせている。仙台育英高校時代には走・攻・守揃った遊撃手として高い評価を受けていた。木製バットへの順応も早かったものの、内角球への対処や、内野守備での送球が課題とされている。

## 詳細情報

### 年度別打撃成績
| 年 度     | 球 団     | 試 合 | 打 席 | 打 数 | 得 点 | 安 打 | 二 塁 打 | 三 塁 打 | 本 塁 打 | 塁 打 | 打 点 | 盗 塁 | 盗 塁 死 | 犠 打 | 犠 飛 | 四 球 | 敬 遠 | 死 球 | 三 振 | 併 殺 打 | 打 率 | 出 塁 率 | 長 打 率 | O P S |
| --------- | --------- | ----- | ----- | ----- | ----- | ----- | -------- | -------- | -------- | ----- | ----- | ----- | -------- | ----- | ----- | ----- | ----- | ----- | ----- | -------- | ----- | -------- | -------- | ----- |
| 2016      | ロッテ    | 23    | 53    | 47    | 3     | 7     | 2        | 1        | 0        | 11    | 3     | 0     | 0        | 2     | 0     | 4     | 0     | 0     | 18    | 1        | .149  | .216     | .234     | .450  |
| 2017      | ロッテ    | 50    | 129   | 119   | 9     | 21    | 2        | 1        | 1        | 28    | 3     | 1     | 0        | 3     | 0     | 6     | 0     | 1     | 40    | 1        | .176  | .222     | .235     | .458  |
| 2018      | ロッテ    | 112   | 353   | 291   | 40    | 62    | 15       | 2        | 5        | 96    | 32    | 8     | 2        | 8     | 3     | 48    | 0     | 3     | 82    | 1        | .213  | .328     | .330     | .657  |
| 2019      | ロッテ    | 51    | 108   | 91    | 10    | 18    | 3        | 1        | 1        | 26    | 8     | 0     | 2        | 5     | 0     | 12    | 0     | 0     | 28    | 0        | .198  | .291     | .286     | .577  |
| 2022      | ロッテ    | 13    | 32    | 27    | 3     | 4     | 0        | 0        | 0        | 4     | 3     | 1     | 0        | 0     | 1     | 4     | 0     | 0     | 4     | 0        | .148  | .250     | .148     | .398  |
| 2023      | ロッテ    | 57    | 170   | 135   | 19    | 23    | 1        | 0        | 3        | 33    | 8     | 3     | 1        | 6     | 1     | 25    | 0     | 3     | 43    | 4        | .170  | .311     | .244     | .555  |
| 通算：6年 | 通算：6年 | 306   | 845   | 710   | 84    | 135   | 23       | 5        | 10       | 198   | 57    | 13    | 5        | 24    | 5     | 99    | 0     | 7     | 215   | 7        | .190  | .294     | .279     | .572  |

- 2024年度シーズン終了時

### 年度別守備成績
| 年 度 | 球 団  | 一塁  | 一塁  | 一塁  | 一塁  | 一塁  | 一塁     | 二塁  | 二塁  | 二塁  | 二塁  | 二塁  | 二塁     | 三塁  | 三塁  | 三塁  | 三塁  | 三塁  | 三塁     | 遊撃  | 遊撃  | 遊撃  | 遊撃  | 遊撃  | 遊撃     | 外野  | 外野  | 外野  | 外野  | 外野  | 外野     |
| 年 度 | 球 団  | 試 合 | 刺 殺 | 補 殺 | 失 策 | 併 殺 | 守 備 率 | 試 合 | 刺 殺 | 補 殺 | 失 策 | 併 殺 | 守 備 率 | 試 合 | 刺 殺 | 補 殺 | 失 策 | 併 殺 | 守 備 率 | 試 合 | 刺 殺 | 補 殺 | 失 策 | 併 殺 | 守 備 率 | 試 合 | 刺 殺 | 補 殺 | 失 策 | 併 殺 | 守 備 率 |
| ----- | ------ | ----- | ----- | ----- | ----- | ----- | -------- | ----- | ----- | ----- | ----- | ----- | -------- | ----- | ----- | ----- | ----- | ----- | -------- | ----- | ----- | ----- | ----- | ----- | -------- | ----- | ----- | ----- | ----- | ----- | -------- |
| 2016  | ロッテ | -     | -     | -     | -     | -     | -        | 4     | 6     | 5     | 1     | 2     | .917     | -     | -     | -     | -     | -     | -        | 19    | 28    | 38    | 1     | 6     | .985     | -     | -     | -     | -     | -     | -        |
| 2017  | ロッテ | -     | -     | -     | -     | -     | -        | -     | -     | -     | -     | -     | -        | -     | -     | -     | -     | -     | -        | 48    | 59    | 101   | 9     | 27    | .947     | -     | -     | -     | -     | -     | -        |
| 2018  | ロッテ | 11    | 27    | 4     | 1     | 3     | .969     | -     | -     | -     | -     | -     | -        | 22    | 2     | 8     | 2     | 1     | .833     | 11    | 5     | 5     | 0     | 0     | 1.000    | 87    | 137   | 5     | 2     | 0     | .986     |
| 2019  | ロッテ | 1     | 1     | 0     | 0     | 0     | 1.000    | -     | -     | -     | -     | -     | -        | -     | -     | -     | -     | -     | -        | 50    | 59    | 108   | 5     | 23    | .971     | 2     | 0     | 0     | 0     | 0     | ----     |
| 2022  | ロッテ | 1     | 0     | 0     | 0     | 0     | ----     | 3     | 4     | 5     | 1     | 0     | .900     | 7     | 3     | 4     | 1     | 1     | .875     | -     | -     | -     | -     | -     | -        | -     | -     | -     | -     | -     | -        |
| 2023  | ロッテ | -     | -     | -     | -     | -     | -        | -     | -     | -     | -     | -     | -        | -     | -     | -     | -     | -     | -        | -     | -     | -     | -     | -     | -        | 57    | 77    | 2     | 2     | 0     | .975     |
| 通算  | 通算   | 13    | 28    | 4     | 1     | 3     | .970     | 7     | 10    | 10    | 2     | 2     | .909     | 29    | 5     | 12    | 3     | 2     | .850     | 128   | 151   | 252   | 15    | 56    | .964     | 146   | 214   | 7     | 4     | 0     | .982     |

- 2024年度シーズン終了時

### 記録
初記録
- 初出場：2016年5月11日、対福岡ソフトバンクホークス7回戦（福岡 ヤフオク!ドーム）、8回裏に鈴木大地に代わり遊撃手で出場
- 初打席：2016年5月12日、対福岡ソフトバンクホークス8回戦（福岡 ヤフオク!ドーム）、6回表に中村奨吾の代打で出場、東浜巨から空振り三振
- 初先発出場：2016年5月14日、対東北楽天ゴールデンイーグルス9回戦（QVCマリンフィールド）、「9番・遊撃手」で先発出場
- 初安打：2016年8月17日、対東北楽天ゴールデンイーグルス20回戦（楽天Koboスタジアム宮城）、7回表に福山博之から中前安打
- 初打点：2016年8月20日、対埼玉西武ライオンズ18回戦（西武プリンスドーム）、6回表にフェリペ・ポーリーノから右翼線適時二塁打
- 初盗塁：2017年5月6日、対福岡ソフトバンクホークス8回戦（ZOZOマリンスタジアム）、1回裏に二盗（投手：攝津正、捕手：髙谷裕亮）
- 初本塁打：2017年9月16日、対東北楽天ゴールデンイーグルス19回戦（Koboパーク宮城）、9回表に小野郁から右越ソロ

### 背番号
- 13（2016年 - 2024年）
- 39（2025年 ‐ ）

### 登場曲
- 「みんながみんな英雄」AI（2016年）
- 「Summer Madness」三代目J Soul Brothers from EXILE TRIBE（2016年 - 2017年）※2016年は奇数打席時
- 「Ki・mi・ni・mu・chu」EXILE（2016年、2017年）
- 「Same Ol'」The Heavy（2017年）
- 「タイガージェットシンのテーマ」（2018年）
- 「俺たちの明日」エレファントカシマシ（2018年）
- 「シグナル」WANIMA（2018年、2020年）
- 「Chandelier」Sia（2019年）※1、2打席目
- 「I Know What You Did Last Summer」Shawn Mendes & Camila Cabello（2019年）※3打席目以降
- 「アンダーグラウンド」MY FIRST STORY（2021年）
- 「I Will Always Love You」ホイットニー・ヒューストン（2022年）
- 「Watermelon Sugar」Harry Styles（2023年 - ）